# Лавернские ворота
Лавернские ворота, Porta Lavernalis — ворота Сервиевой стены в древнем Риме. Ворота были так названы по алтарю и роще Лаверны, богини-покровительницы воров у римлян. Предположительно ворота находились западнее ворот Naevia и Raudusculana, на Авентине или, по другой версии, в северной части города, не на Авентине